# Gabriel Casseus
Gabriel Casseus est un acteur américain né le 28 avril 1972 à New York.

## Filmographie
- 1995 : New Jersey Drive de Nick Gomez : Midget
- 1996 : Nightjohn de Charles Burnett : Outlaw
- 1996 : Lone Star de John Sayles : Young Otis
- 1996 : Get on the Bus de Spike Lee : Jamal
- 1997 : Don King: Seulement en Amérique de John Herzfeld : Jeremiah Shabazz
- 1997 : Buffalo Soldiers de Charles Haid
- 1998 : Le Témoin du Mal de Gregory Hoblit : Art
- 1998 : Entre le cœur et la raison de Charles Burnett : Hannibal
- 1998 : Modern Vampires de Richard Elfman : Time Bomb
- 1998 : Black Dog de Kevin Hooks : Sonny
- 1999 : Harlem Aria de William Jennings : Anton
- 1999 : Lockdown de John Luessenhop : Cashmere
- 2000 : Endiablé de Harold Ramis : Elliot's Cellmate
- 2001 : 15 Minutes de John Herzfeld : Unique
- 2001 : La Chute du faucon noir de Ridley Scott :'Kurth
- 2002 : Ritual de Avi Nesher : J. B.
- 2005 : Their Eyes Were Watching God (en) de Darnell Martin : Sam Watson
- 2005 : Brothers in Arms de Jean-Claude La Marre : Linc
- 2006 : Sixty Minute Man de Jon Avnet
- 2009 : Dough Boys (en) de Nicholas Harvell : Simuel
- 2009 : Mission-G de Hoyt Yeatman : Agent Carter
- 2009 : Before I Self Destruct de 50 Cent : Freddie
- 2010 : Walk by Faith: After the HoneyMoon de Brett Stumpp : Teddy
- 2012 : Gang of Roses 2: Next Generation de Jean-Claude La Marre : Lee
- 2012 : Back Then de Danielle L. Ross : Nine

## Doublage
Au Québec, il est doublé en français par Gilbert Lachance.